# Pont-la-Ville (Haute-Marne)
Pont-la-Ville ist eine französische Gemeinde mit 108 Einwohnern (Stand 1. Januar 2022) im Département Haute-Marne in der Region Grand Est. Sie gehört zum Arrondissement Chaumont und zum Kanton Châteauvillain. Zudem ist die Gemeinde Teil des 2003 gegründeten Gemeindeverbands Les Trois Forêts. Die Einwohner werden Pontavillois(es) genannt.

## Lage
Pont-la-Ville liegt westlich des Aujon rund 65 Kilometer südöstlich von Troyes und 19 Kilometer westsüdwestlich der Kleinstadt Chaumont im Westen des Départements Haute-Marne. Die Gemeinde besteht aus dem Dorf Pont-la-Ville und ist im Westteil über weite Flächen von Wald bedeckt.
Nachbargemeinden sind Cirfontaines-en-Azois im Norden, Orges im Osten, Châteauvillain im Süden, Silvarouvres im Südwesten und Westen sowie Laferté-sur-Aube im Nordwesten.
Zwar führt die Autobahn Autoroute A5 durch die Gemeinde. Doch liegt der nächste Anschluss mehrere Kilometer im Westen bei Ville-sous-la-Ferté. Die wichtigste Verbindung ist daher die D6 Richtung Châteauvillain.

## Geschichte
Bis zur Französischen Revolution lag Pont-la-Ville innerhalb der Bailliage de Chaumont. Die Gemeinde gehörte von 1793 bis 1801 zum Distrikt Chaumont. Seit 1801 ist sie Teil des Arrondissements Chaumont. Seit 1793 liegt die Gemeinde innerhalb des Kantons Châteauvillain (bis 1814 Ville-sur-Aujon genannt).

## Bevölkerungsentwicklung
| Jahr                       | 1962 | 1968 | 1975 | 1982 | 1990 | 1999 | 2006 | 2012 | 2019 |
| Einwohner                  | 198  | 215  | 177  | 185  | 168  | 140  | 147  | 148  | 105  |
| Quellen: Cassini und INSEE |      |      |      |      |      |      |      |      |      |

## Sehenswürdigkeiten
- Schloss Château de Pont-la-Ville
- Kirche Notre-Dame-en-sa-Nativité, hauptsächlich aus dem 19. Jahrhundert
- Rathaus (Mairie) von Pont-la-Ville
- Lavoir (ehemaliges Waschhaus) von Pont-la-Ville
- zwei Wegkreuze
- Denkmal für die Gefallenen[1]

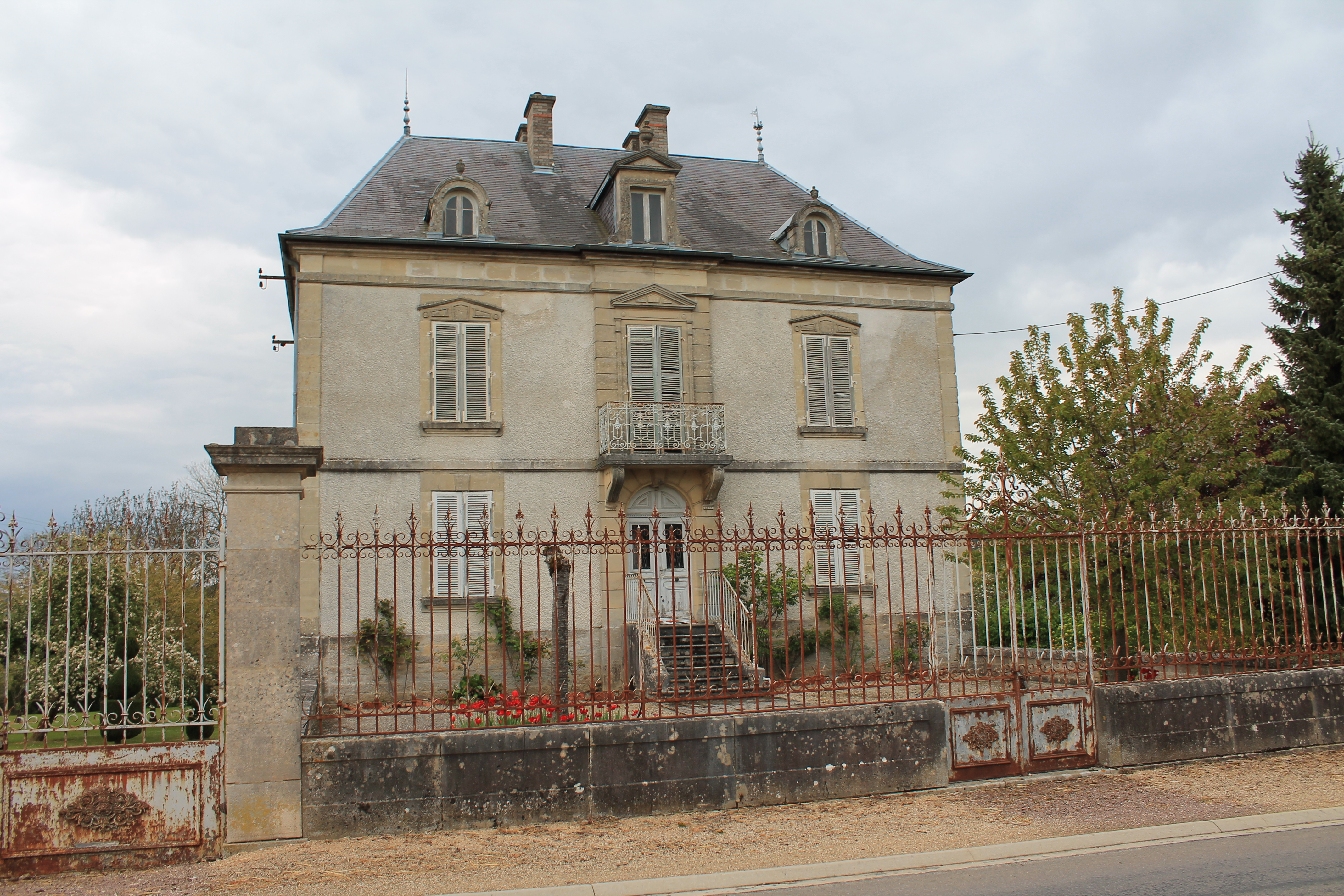
Schloss
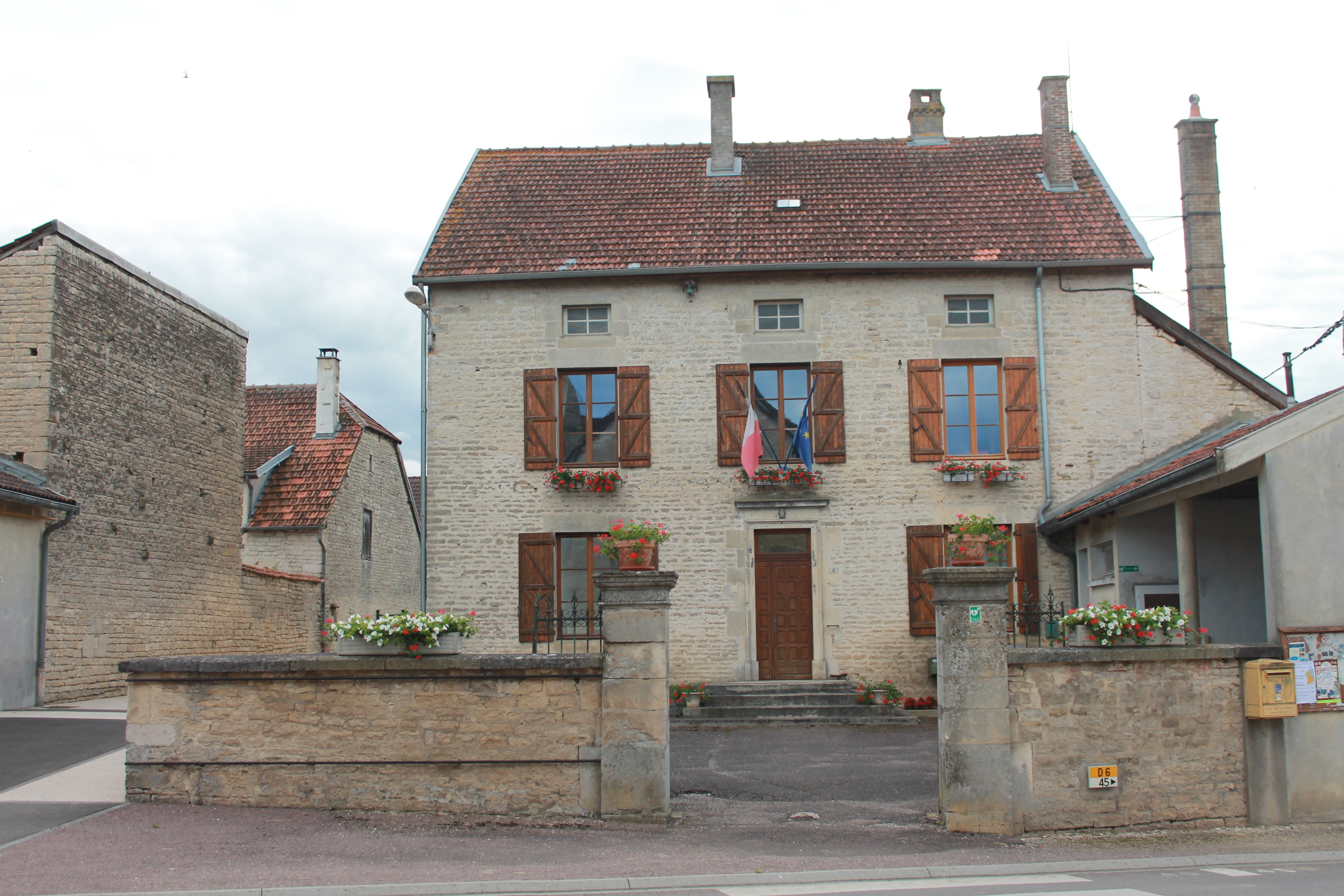
Mairie (Rathaus) von Pont-la-Ville
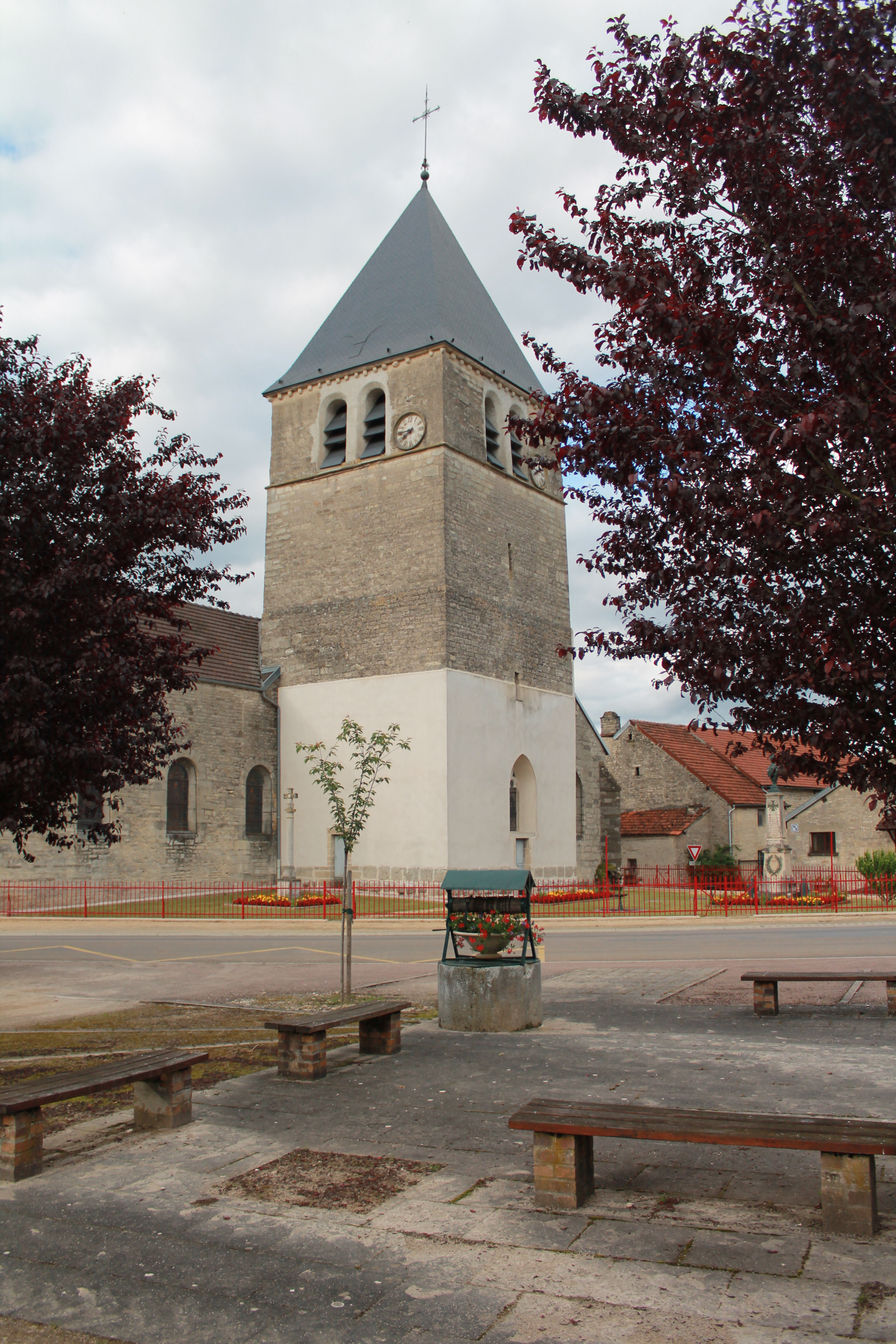
Kirche Mariä Himmelfahrt
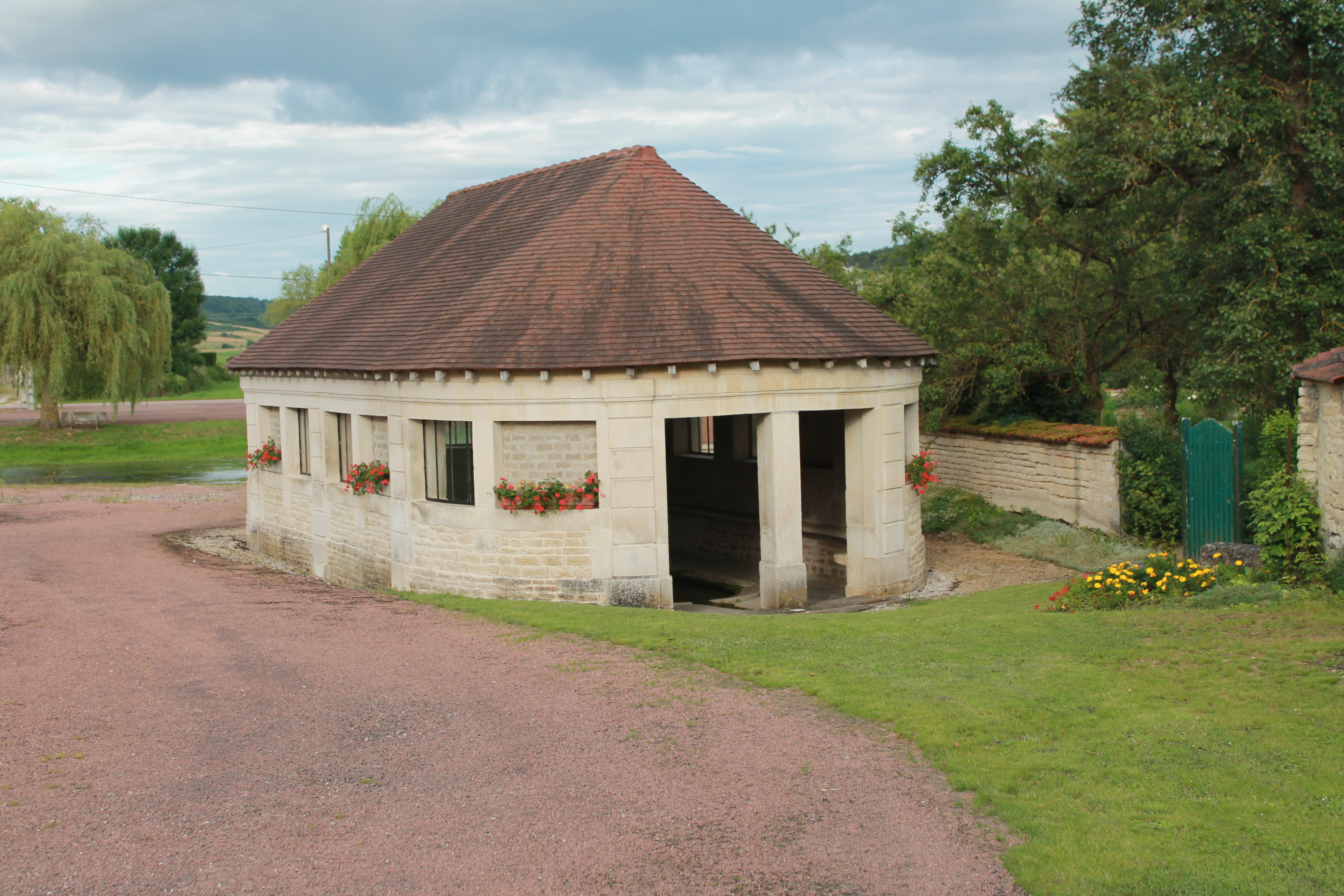
Lavoir (Waschhaus) der Gemeinde
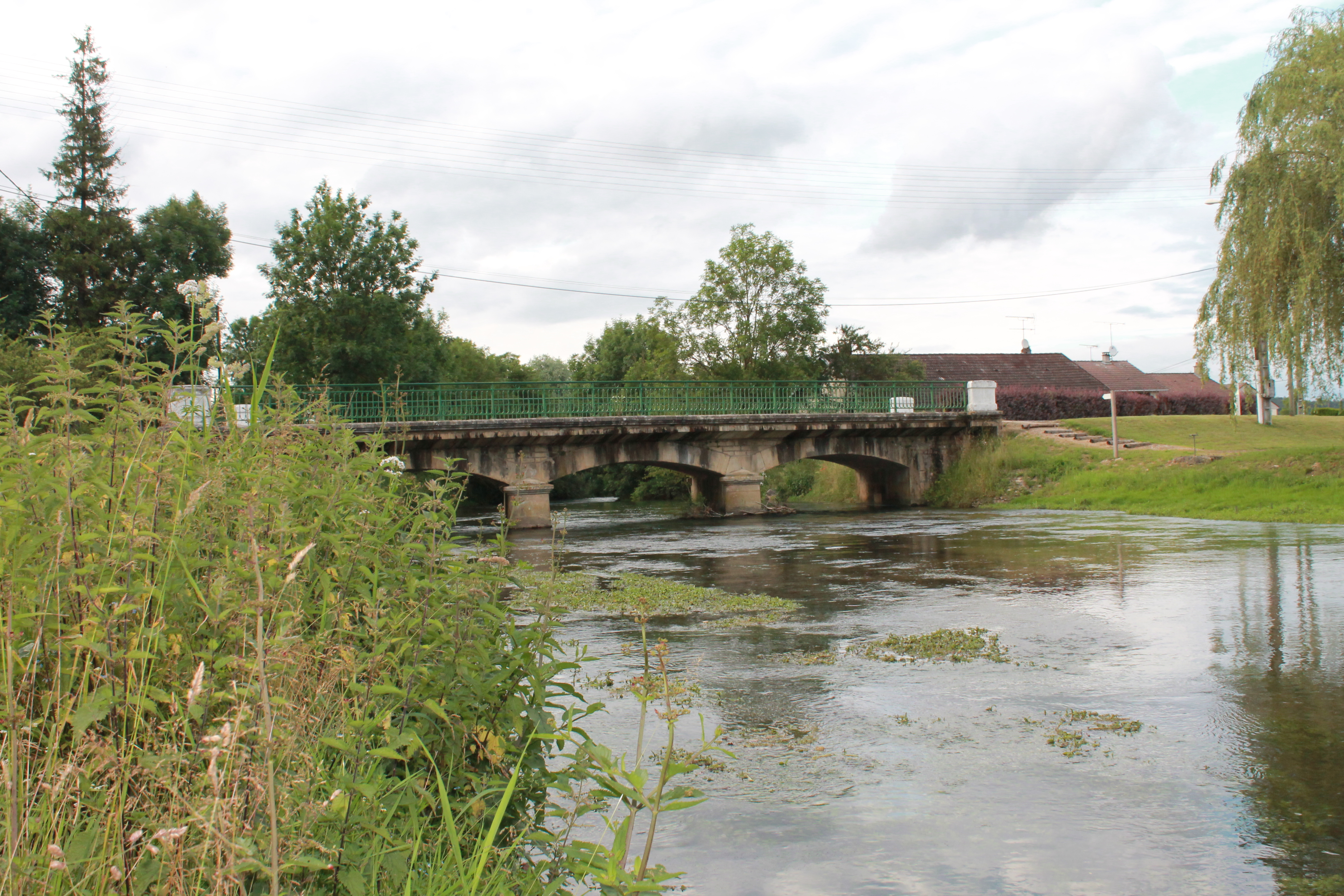
Aujon und die Brücke
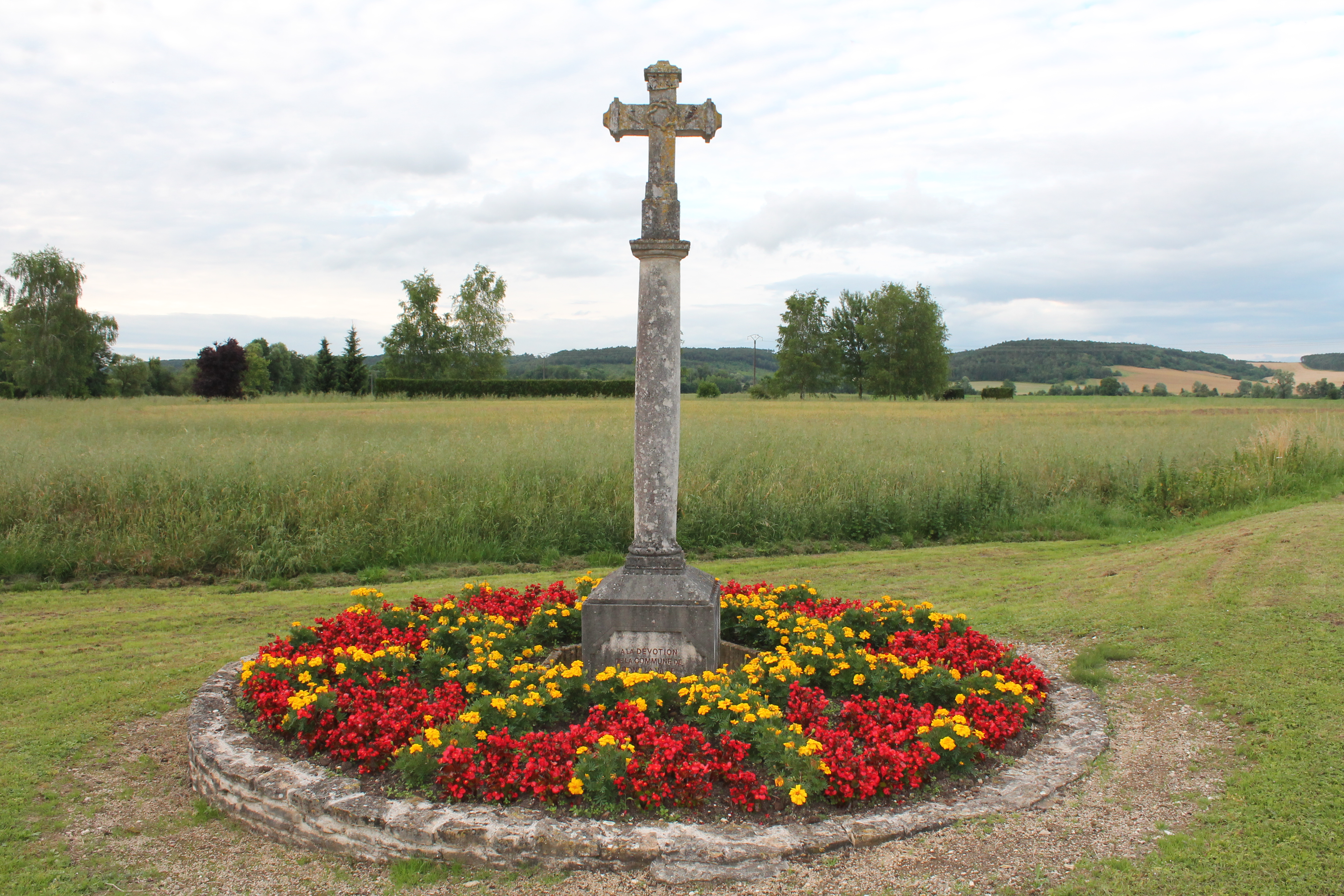
Wegkreuz mit Blumenbeet
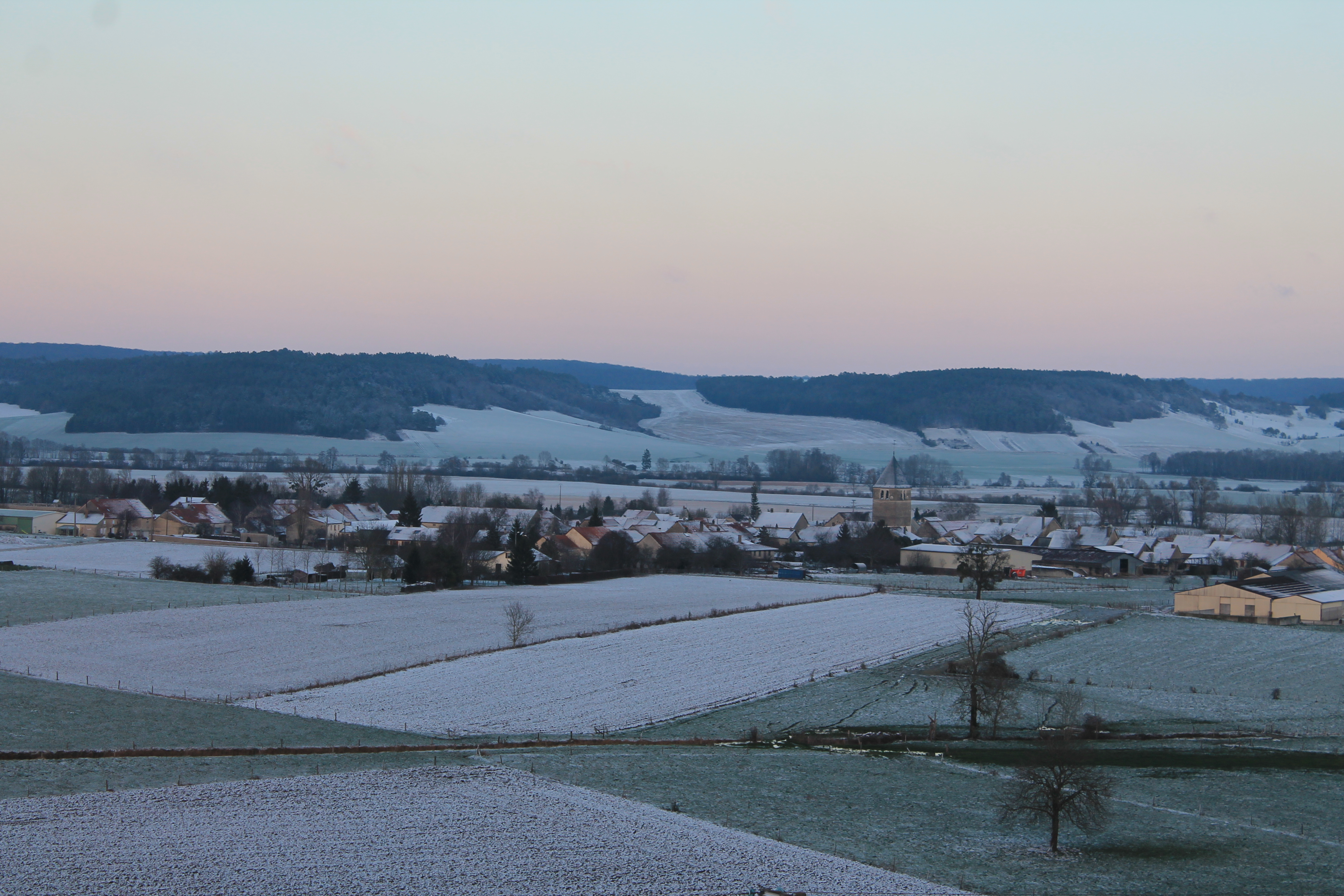
Winteransicht des Dorfs